# Assemblees de Déu

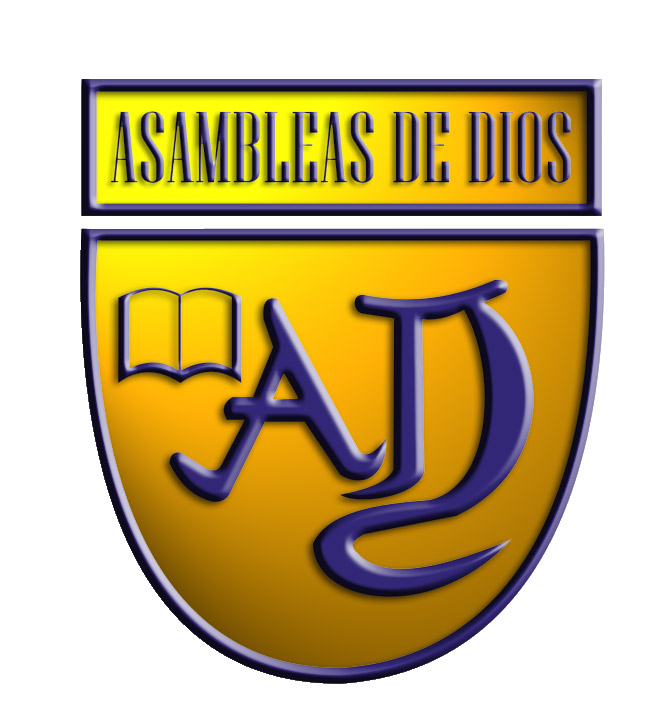
Escut del culte.

Assemblees de Déu és una denominació religiosa cristiana pentecostal. La seu mundial és als Estats Units, dirigida pel reverend George O. Wood qui va ser triat en el 52è Concili Mundial de la Fraternitat d'Assemblees de Déu celebrat a Lisboa al maig de l'any 2008.
El nom d'Assemblees de Déu també és utilitzat per diverses organitzacions no afiliades a la Fraternitat Mundial de les Assemblees de Déu, però és molt fàcil reconèixer-les perquè fan servir sempre en el nom la paraula independent o autònoma.
L'organització fa molt èmfasi al Baptisme de l'Esperit Sant amb la prova inicial de parlar en altres llengües també coneguda com a do de llengües. Tota la seva teologia està basada en la Bíblia, que pot variar segons l'idioma, per exemple, als països de llengua espanyola una traducció més utilitzada, acceptada i autoritzada és la Santa Bíblia Reina Valera, publicada l'any 1960.